# رعد حمودی
رعد حمودی (انگلیسی: Raad Hammoudi؛ زادهٔ ۲۰ آوریل ۱۹۵۴) یک بازیکن فوتبال اهل عراق است.
وی همچنین در تیم ملی فوتبال عراق بازی کرده است.